# Pajęczno (gemeente)
De gemeente Pajęczno is een stad- en landgemeente in het Poolse woiwodschap Łódź, in powiat Pajęczański.
De zetel van de gemeente is in Pajęczno.
Op 30 juni 2004 telde de gemeente 11 682 inwoners.

## Oppervlakte gegevens
In 2002 bedroeg de totale oppervlakte van gemeente Pajęczno 113,44 km², waarvan:
- agrarisch gebied: 61%
- bossen: 28%

De gemeente beslaat 14,11% van de totale oppervlakte van de powiat.

## Demografie
Stand op 30 juni 2004:
| Omschrijving                   | Totaal | Totaal | Vrouwen | Vrouwen | Mannen | Mannen |
| ------------------------------ | ------ | ------ | ------- | ------- | ------ | ------ |
| eenheid                        | aantal | %      | aantal  | %       | aantal | %      |
| inwoners                       | 11 682 | 100    | 5887    | 50,4    | 5795   | 49,6   |
| bevolkingsdichtheid (inw./km²) | 103    | 103    | 51,9    | 51,9    | 51,1   | 51,1   |

In 2002 bedroeg het gemiddelde inkomen per inwoner 1345,62 zł.

## Administratieve plaatsen (sołectwo)
Czerkiesy, Dylów A-Tuszyn, Dylów Rządowy, Dylów Szlachecki, Janki, Kurzna-Barany, Lipina, Ładzin, Łężce, Makowiska, Niwiska Dolne, Niwiska Górne, Nowe Gajęcice, Patrzyków, Podmurowaniec, Siedlec, Stare Gajęcice, Wręczyca, Wydrzynów.
Zonder de status sołectwo : Podładzin.

## Aangrenzende gemeenten
Działoszyn, Kiełczygłów, Nowa Brzeźnica, Popów, Rząśnia, Siemkowice, Strzelce Wielkie, Sulmierzyce